# Omaruru
Omaruru è una città capoluogo della omonima circoscrizione, nella regione Erongo, in Namibia. La città ha 14.000 abitanti e si estende su 352 chilometri quadrati (136 sq mi) di territorio. È situata vicino al monte Erongo, sulle sponde del fiume Omaruru, di solito asciutto. 
La città è conosciuta per il suo festival annuale in cui gli Herero commemorano la memoria dei loro capi del passato. Hanno interesse le visite alle impronte fossili di orme dei dinosauri nel vicino Otjihenamaparero. 

## Origini del nome
Il nome nella lingua locale lingua herero significa "latte amaro", dato che il bestiame era abituato a brucare un arbusto locale che dava come effetto la produzione di latte con un sapore amaro.

## Storia
Omaruru fu fondata nel 1863 da Wilhelm Zeraua, il primo capo del clan detto della "Bandiera Bianca" del popolo Ovaherero. Nel 1871, Anders Ohlsson e Axel Eriksson fondarono un birrificio a Omaruru. Eriksson aveva anche stabilito una postazione commerciale, che prosperò, e nel 1878 impiegava circa quaranta residenti bianchi.  L'attività di Eriksson era basata sul commercio a lunga distanza tra l'Angola meridionale e la Colonia del Capo, fatto che rese necessaria la creazione di rotte commerciali regionali.
La città crebbe attorno a una missione (ora museo) costruita nel 1872 da Gottlieb Viehe e fu attaccata nel 1904 durante le guerre herero. La guarnigione locale venne assediata dalle tribù herero che si erano ribellate alla presenza coloniale tedesca e fu soccorsa delle truppe del capitano Victor Franke; per commemorare tale salvataggio fu successivamente eretta la Torre Franke. Il conflitto si concluse con la disumana repressione del generale Lothar von Trotha, il quale utilizzò pratiche di guerra non convenzionali (come l'avvelenamento dei pozzi) che portarono alla morte per fame e per sete di una rilevante percentuale della popolazione Herero e Nama. I discendenti di Lothar von Trotha, e della famiglia von Trotha in genere si recarono ad Omaruru nell'ottobre del 2007 su invito dei capi sovrani Herero e si scusarono pubblicamente per il ruolo che ebbe Lothar nel genocidio degli Herero e dei Nama.

## Economia
Presso la città esiste un'impresa viticola con annessa cantina di vendita di vini e di distillati prodotti.

## Infrastrutture e trasporto
Omaruru è l'unica città della Namibia non collegata alla rete del acquedotto NamWater. Riceve l'acqua dai pozzi trivellati lungo il fiume Omaruru che sono gestiti dal comune.
La città si trova sulla ferrovia Trans-Namib e sulla strada asfaltata principale da Swakopmund a Otjiwarongo. 

## Amministrazione
Omaruru è governata da un consiglio comunale composto da sette seggi. È capoluogo di distretto elettorale.